# 瑞典猶太人博物館

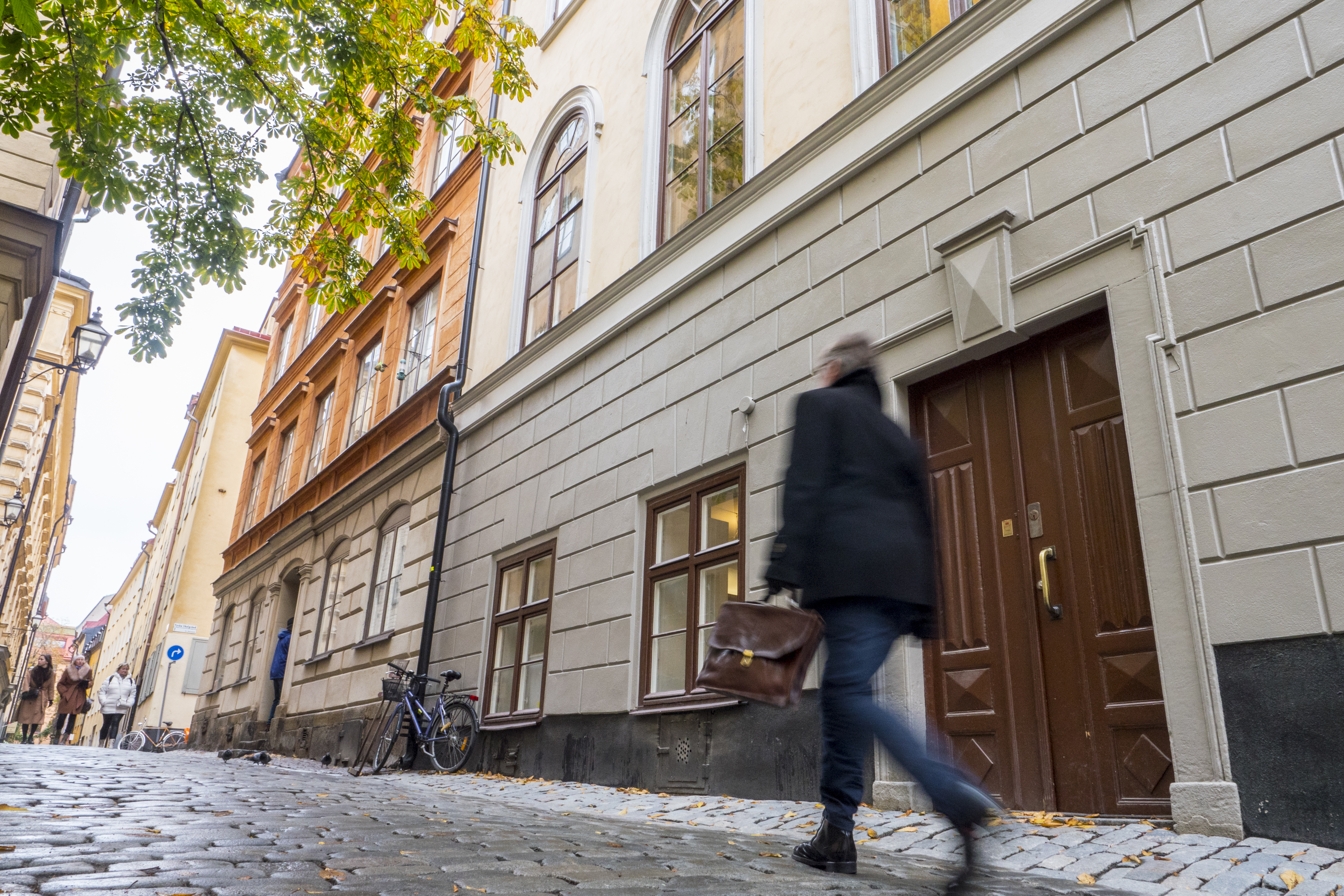

猶太人博物館（Judiska Museet）是瑞典首都斯德哥爾摩的一座博物館，收藏展示有關瑞典猶太人宗教、傳統、歷史的展品。瑞典猶太人博物館設立於1987年。

## 外部連結
- 维基共享资源上的相關多媒體資源：瑞典猶太人博物館
- Jewish Museum in Stockholm website （页面存档备份，存于） （英語）

59°20′29″N 18°02′38″E / 59.3415°N 18.0440°E